# 双井镇 (施秉县)
双井镇，是中华人民共和国贵州省黔东南苗族侗族自治州施秉县下辖的一个乡镇级行政单位。

## 行政区划
双井镇下辖以下地区：
双井村、平寨村、铜鼓村、龙塘村、把岑村、黄岑村、翁西村、翁粮村、花山村和白岩村。